# Rumpelsberg
Der Rumpelsberg ist ein 799,1 m ü. NHN hoher Berg im Thüringer Wald. Er ist fast komplett mit Fichten bewaldet.
Er liegt nördlich der Gemeindegrenze zwischen Ilmenau und Elgersburg im Ilm-Kreis, etwas nördlich des Hauptkammes des Thüringer Waldes. Begrenzt wird der Rumpelsberg vom 785 Meter hohen Bundschildskopf im Süden, dem 769 Meter hohen Heidelberg im Osten, dem Tal der Jüchnitz im Westen und der 765 Meter hohen Hohen Warte im Norden. Obwohl letztere eigentlich nur ein vorgelagerter Nebengipfel des Rumpelsberges ist, ist sie weithin bekannter, da auf ihr im Jahre 1911 der Aussichtsturm Carl-Eduard-Warte errichtet wurde. 
Der Rumpelsberg ist die höchste Erhebung in der Gemarkungsfläche von Elgersburg.

## Quelle
- Geodienste des Bundesamtes für Naturschutz (BfN)